# لشکر ۱۵ پیاده (هند)
لشکر ۱۵ پیاده هند (انگلیسی: 15th Infantry Division) لشکر پیاده‌نظام نیروی زمینی هند است، که در سال ۱۹۱۶ توسط ارتش هند بریتانیا تأسیس شد.
لشکر پانزدهم هند، یک لشکر پیاده‌نظام ارتش هند بریتانیا بود که در جنگ جهانی اول به‌طور فعال خدمت کرد. این لشکر در تمام طول حیات خود در لشکرکشی بین‌النهرین در جبهه فرات خدمت کرد. این لشکر در جنگ جهانی دوم حضور نداشت، اما در سال ۱۹۶۴ به عنوان بخشی از ارتش هند پس از استقلال، در دهرادون بازسازی شد.